# Elatostema shuii
Elatostema shuii är en nässelväxtart som beskrevs av Wen Tsai Wang. Elatostema shuii ingår i släktet Elatostema och familjen nässelväxter. Inga underarter finns listade i Catalogue of Life.